# Hubertine Auclert
Hubertine Auclert (Saint-Priest-en-Murat, 10 aprile 1848 – Parigi, 4 agosto 1914) è stata una femminista francese, nota per le sue lotte in favore del suffragio femminile e per aver promosso la disobbedienza civile come forma di protesta.

## Biografia
Nacque in una famiglia borghese di proprietari terrieri dell'Allier. Il padre, Jean-Baptiste (1803-1861), fervente repubblicano si oppose alla nascita della Seconda Repubblica e alla salita al potere di Napoleone III. La madre, Marie-Catherine Cahnudet, si occupava della famiglia e si dedicava anche al sostegno delle ragazze madri, all'epoca fortemente stigmatizzate dalla società. Nel 1857, all'età di nove anni venne scolarizzata presso il convento di Montmirail delle Suore del Bambin Gesù. Nel 1864 prese in considerazione di entrare negli ordini ma la sua visione del cattolicesimo, interpretato quasi come una forma di comunismo repubblicano, fu considerata troppo rivoluzionaria e la sua candidatura fu rifutata. Poiché suo padre era morto tre anni prima, e d'allora la madre era andata a vivere a casa di uno dei figli maschi, Auclert si trasferì a casa del fratello. In quegli anni la relazione con la madre divenne molto intensa e la marcò profondamente, infatti Auclert guardò sempre con grande ammirazione il lavoro svolto dalla madre. Nel 1866, alla morte della madre, il fratello la rimandò in convento dove vi rimase con grande difficoltà fino alla sua maggioretà nel 1869. Finalmente libera di disporre dell'eredità paterna raggiunge la piena indipendenza economica, cosa estremamente rara per una donna all'epoca. Iniziò subito ad adoperarsi per le persone in difficoltà. La nascita della III Repubblica la riempì di speranza e di ammirazione in particolare per l'attivismo femminile di Léon Richer e di Maria Deraismes in favore della riforma del Codice civile napoleonico per il divorzio, l'istruzione e l'indipendenza economica delle donne.

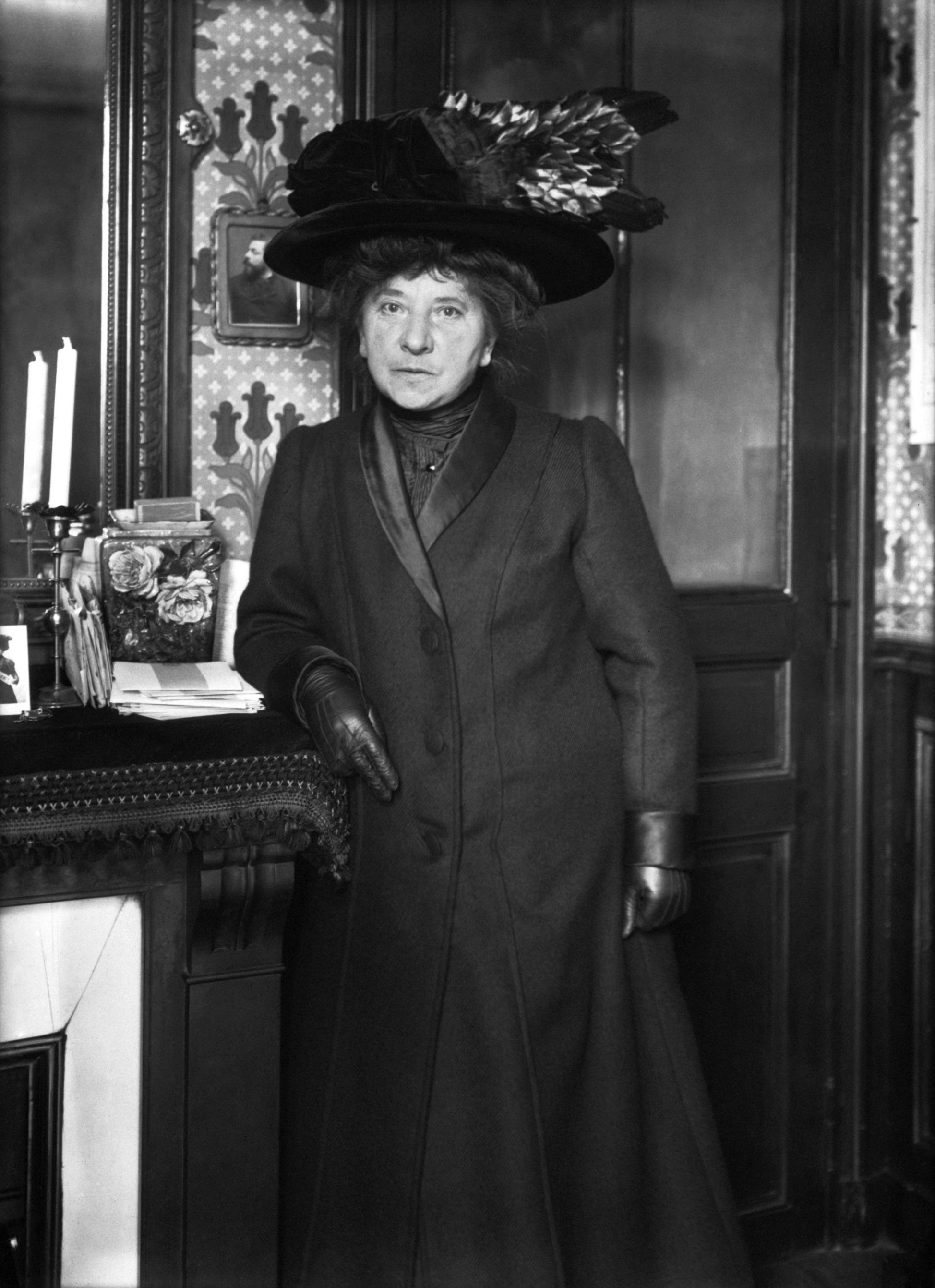
Hubertine Auclert nel 1910

Nel 1872, dopo aver letto la lettera che Victor Hugo aveva indirizzato a Léon Richer, in cui il grande scrittore lamentava l'ingiustizia della legge che concedeva i diritti agli uomini lasciando alle donne i soli doveri, si trasferì a Parigi.
Ispirata da Maria Deraismes e da Richer, del quale divenne la segretaria, Hubertine Auclert s'impegnò nel movimento per i diritti delle donne, essendo forse la prima francese a dichiararsi esplicitamente femminista. Esigendo il diritto di voto femminile, nel 1876 fondò la società Le droit des femmes che nel 1883 assunse il nome Le suffrage des femmes.
Nel 1878, il Congrès international sur les droits des femmes tenuto a Parigi non sostenne, contro i desideri della Auclert, il diritto di voto delle donne e allora ella lanciò, dal 1880, la rivolta fiscale femminile, difendendo, assistita dall'avvocato Antonin Lévrier, poi diventato suo marito, l'idea che in assenza di riconoscimenti politici le donne non potevano essere soggette a contribuzione fiscale. Il 18 febbraio 1881 fondò La Citoyenne (La Cittadina), un mensile femminista che ricevette il sostegno di Caroline Rémy e di Marie Bashkirtseff, e che aveva come motto Oser, résister ("Osare, resistere"). Scrisse anche su altre riviste, come La Libre Parole di Drumont, e, più tardi, Le Radical.
Nel 1884 denunciò le ingiustizie della legge sul divorzio, che risultava economicamente sfavorevole alle donne, e propose una legge, molto innovativa per l'epoca, che stabilisse la separazione dei beni dei coniugi al momento del matrimonio, in modo da garantire a entrambi un equo reddito in caso di divorzio.
Nel 1888 si stabilì in Algeria, dove Lévrier, che nel frattempo era andato in Nuova Caledonia, la raggiunse e la sposò. Ritornarono a Parigi quattro anni dopo. Pur costretta a chiudere La Citoyenne per motivi finanziari, la Auclert continuò il suo attivismo femminista, contribuendo alla creazione, nel 1900, del Conseil national des Françaises, organizzazione promotrice del suffragio femminile.
Nel 1908, per legge le donne francesi ottennero la disponibilità del proprio reddito. Quello stesso anno la Auclert bruciò simbolicamente un'urna delle elezioni comunali di Parigi e, due anni dopo, con Marguerite Durand, sfidò le autorità presentandosi candidata alle elezioni politiche.
Hubertine Auclert continuò a battersi fino alla morte, avvenuta a Parigi nel 1914. Sepolta nel cimitero di Père-Lachaise, la scultura sulla sua tomba rappresenta Il voto delle donne.